# Bacina (orinal)
Una bacina, nom que també es dona a un orinal pla, és un recipient vidrat de forma cilíndrica o troncocònica, normalment amb una o dues nanses, usat des de l'antiguitat per recollir els excrements del cos humà. S'accepta com a origen etimològic la veu del llatí medieval bacinus.

## Precedents i evolució històrica

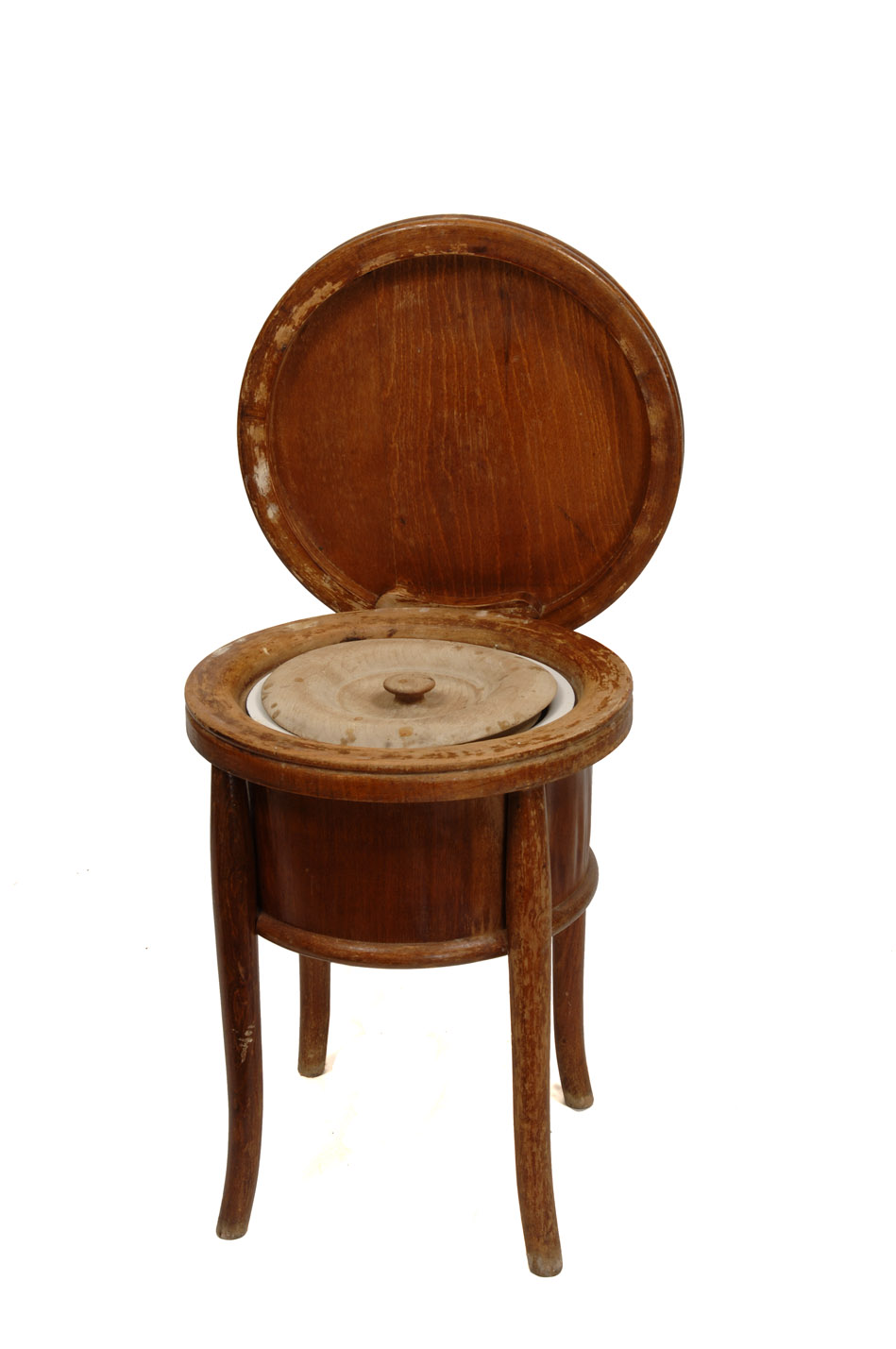
Bacina de cadira de fusta i ferro. Primera meitat del. Museu Valencià d'Etnologia.

Des de que la terrisseria es va posar al servei de tota mena de necessitats domèstiques, les cultures més desenvolupades de l'Antiguitat han disposat de atuells de ceràmica destinats al capítol suposadament higiènic cobert per la bacina. Progressivament, els atuells de fang vidriat van acceptar la competència de metalls i aliatges i es van fer més petites. Les bacinetes, que acabarien anomenant-se orinals, van tenir al ferro esmaltat i les porcellanes els seus materials de major difusió industrial.
Les primeres notícies del precedent de la bacina se situen a la cort del primer Sesòstris egipci; així mateix, els arqueòlegs ho han rastrejat a Xi'an, a la Xina, 1950 anys a. C.
Bacines de bronze i ceràmica de diverses mides van ser d'ús comú a les grans cultures clàssiques occidentals; així, el modern «δοχείο νυκτός» dels grecs, la «cubiculum olla» citada per Petroni i Juvenal i, més tard, al segle I d.C., les bacines de plata que San Climent no veia amb bons ulls.
La morfologia dels recipients usats per rebre els excrements va anar variant amb els temps, es té notícia que a l'antiguitat van ser lleugerament ovals, i que al final de l'Edat Mitjana i al Renaixement es van fer encara més allargats, com els bacines hispans- àrabs en forma de barca fabricats en argila. Més tard serien cilíndrics, de fang vidriat, fusta i estany, fins a arribar als més típics de la modernitat, gairebé globus esfèrics. La bacina baixa de suposat origen francès, l'orinal del segle xvii, arribaria a fabricar-se a gran escala en materials refinats com la porcellana, fent-se popular un segle després i produint-se industrialment en diferents materials, fins a l'actualitat.
Des del 2007 hi ha a Ciudad Rodrigo (Espanya) un Museu de l'orinal amb més de 1.300 peces d'una trentena de països, fabricats amb fang, metall i porcellana, entre altres materials. L'exemplar més antic està datat cap al segle xiii; es tracta d'una bacina islàmica d'argila, decorat amb vuit pinzellades d'òxid de cobalt.

## Iconografia artística

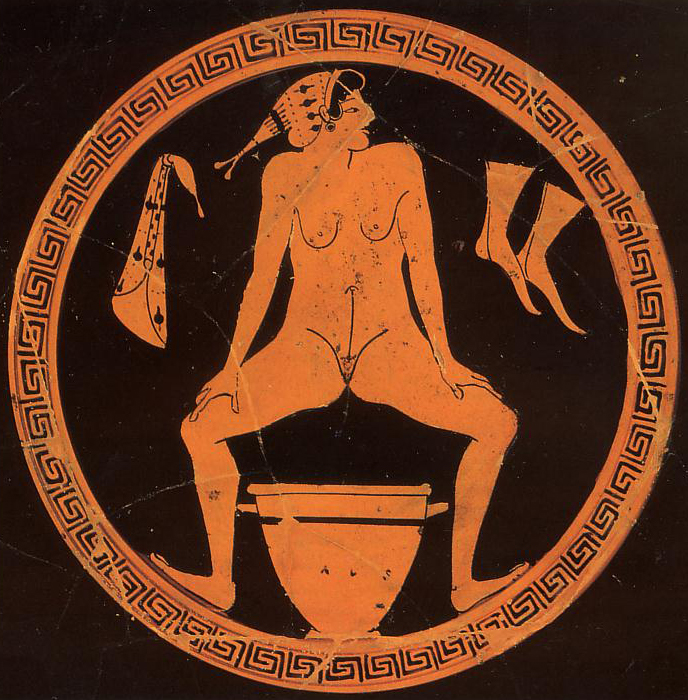
Dona orinant en un skyphos.Totd'un kilix típic de la ceràmica de figures vermelles, cap a 480 a. C.Neues Museumde Berlín.
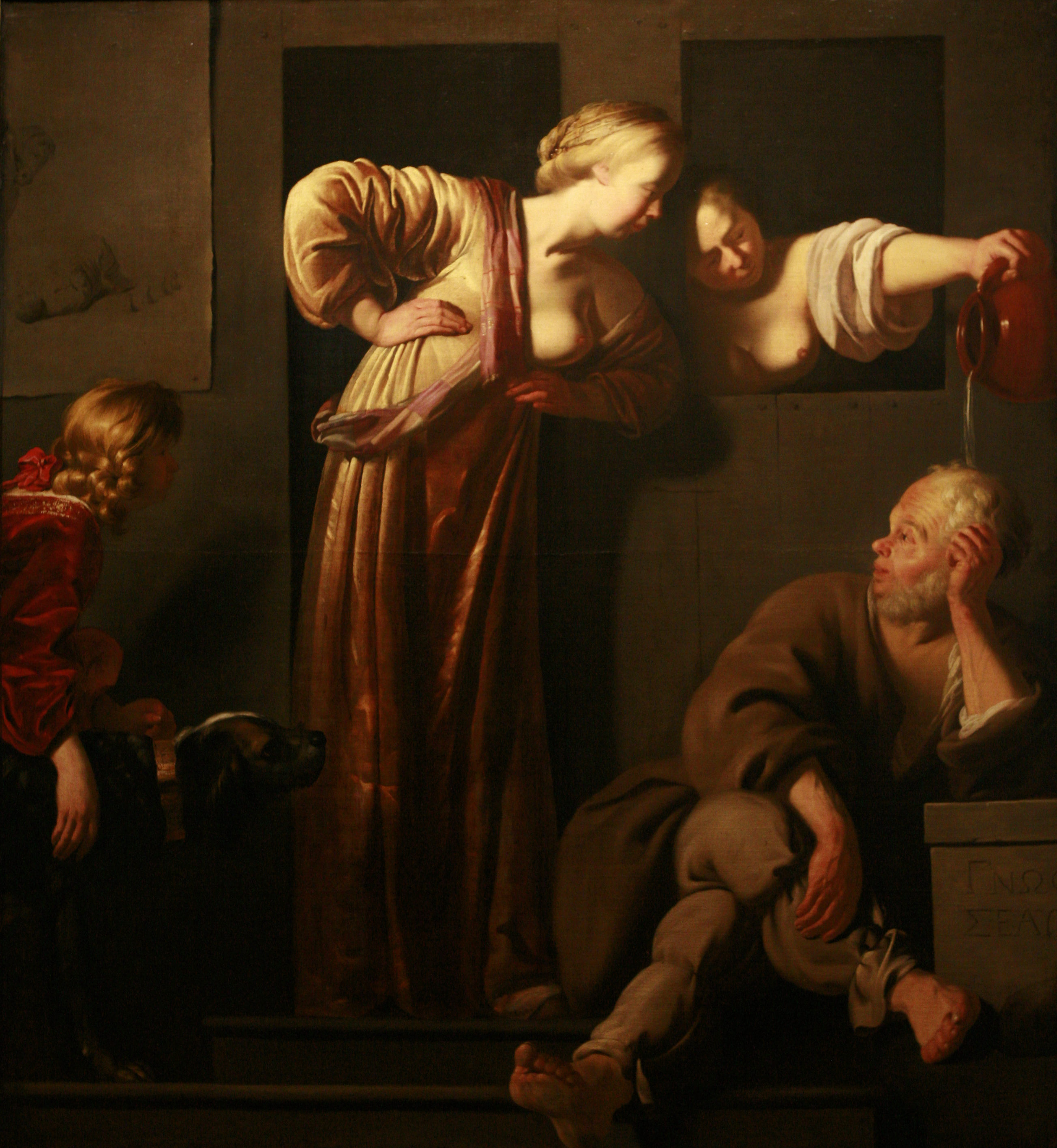
Jantipabuida la "bacina" al cap deSòcratesEn, oli de Reyer Jacobsz van Blommendael, cap a 1655.Museu de Belles Arts d'Estrasburg.
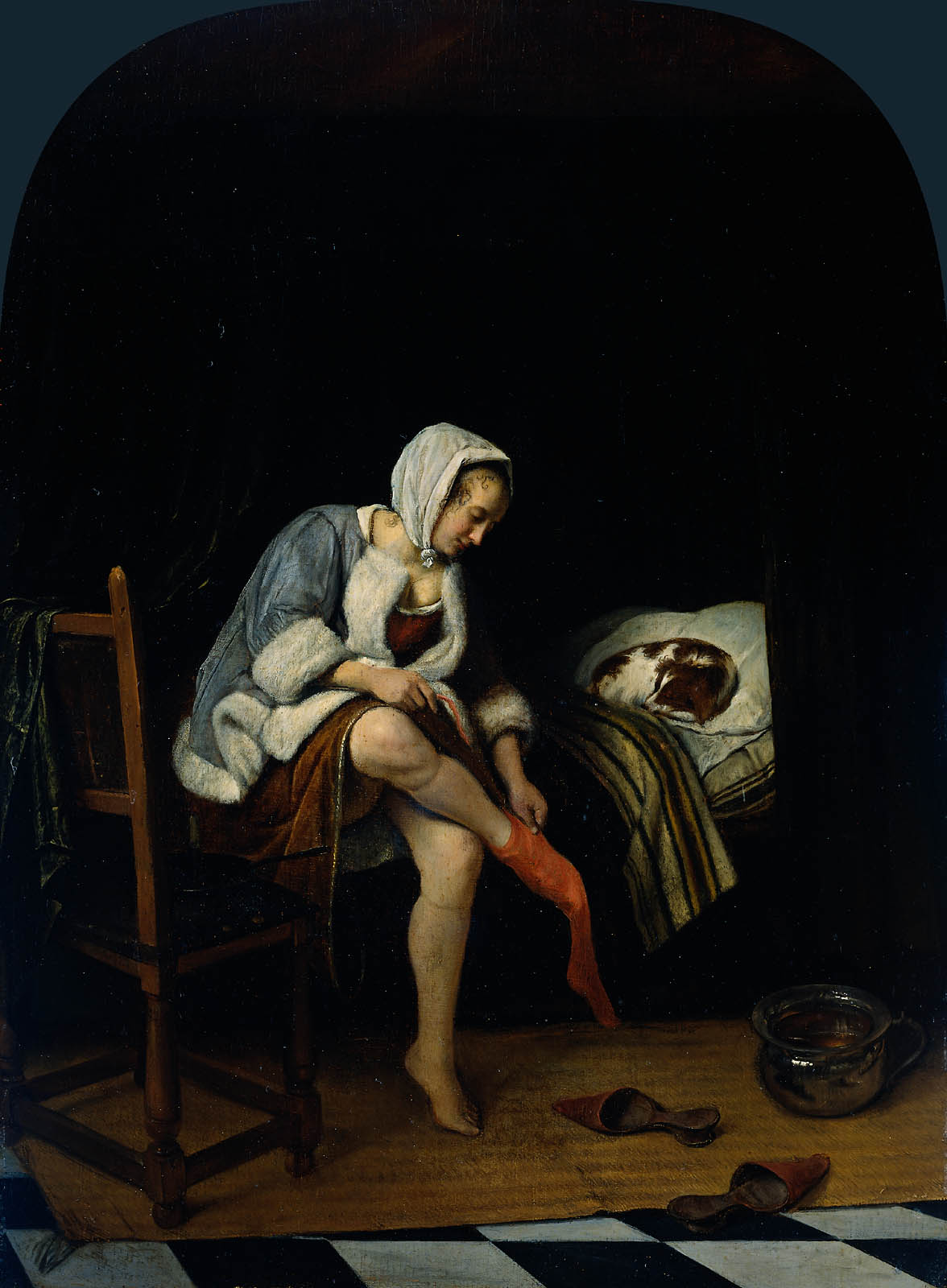
Dona desvestint-se(a sota, a la dreta una bacina vidriada). Pintat perJan Steencap a 1660.Rijksmuseum.
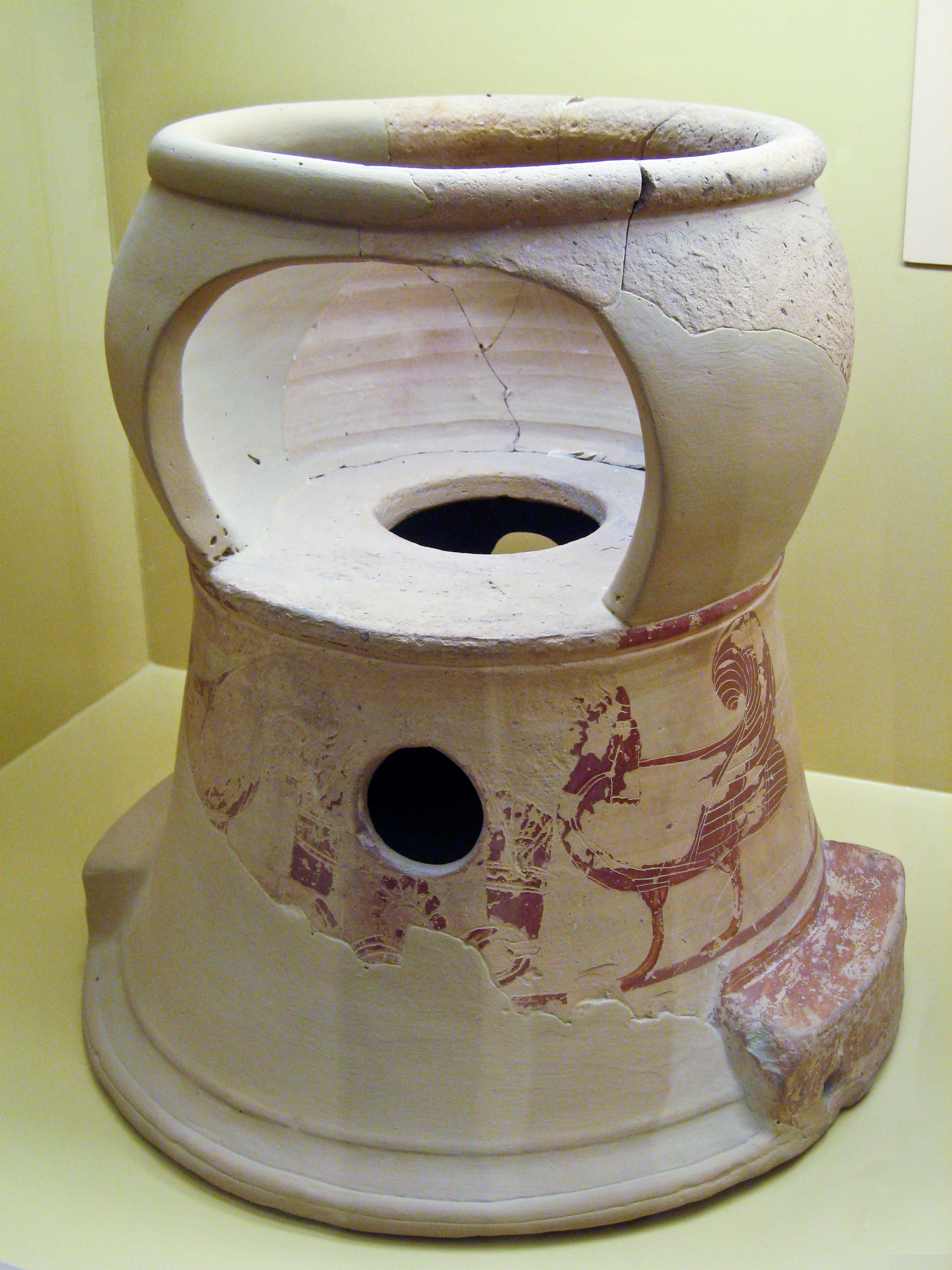
Bacina infantil cap al segle VI a. C.Museu de l'Àgora d'Atenes.
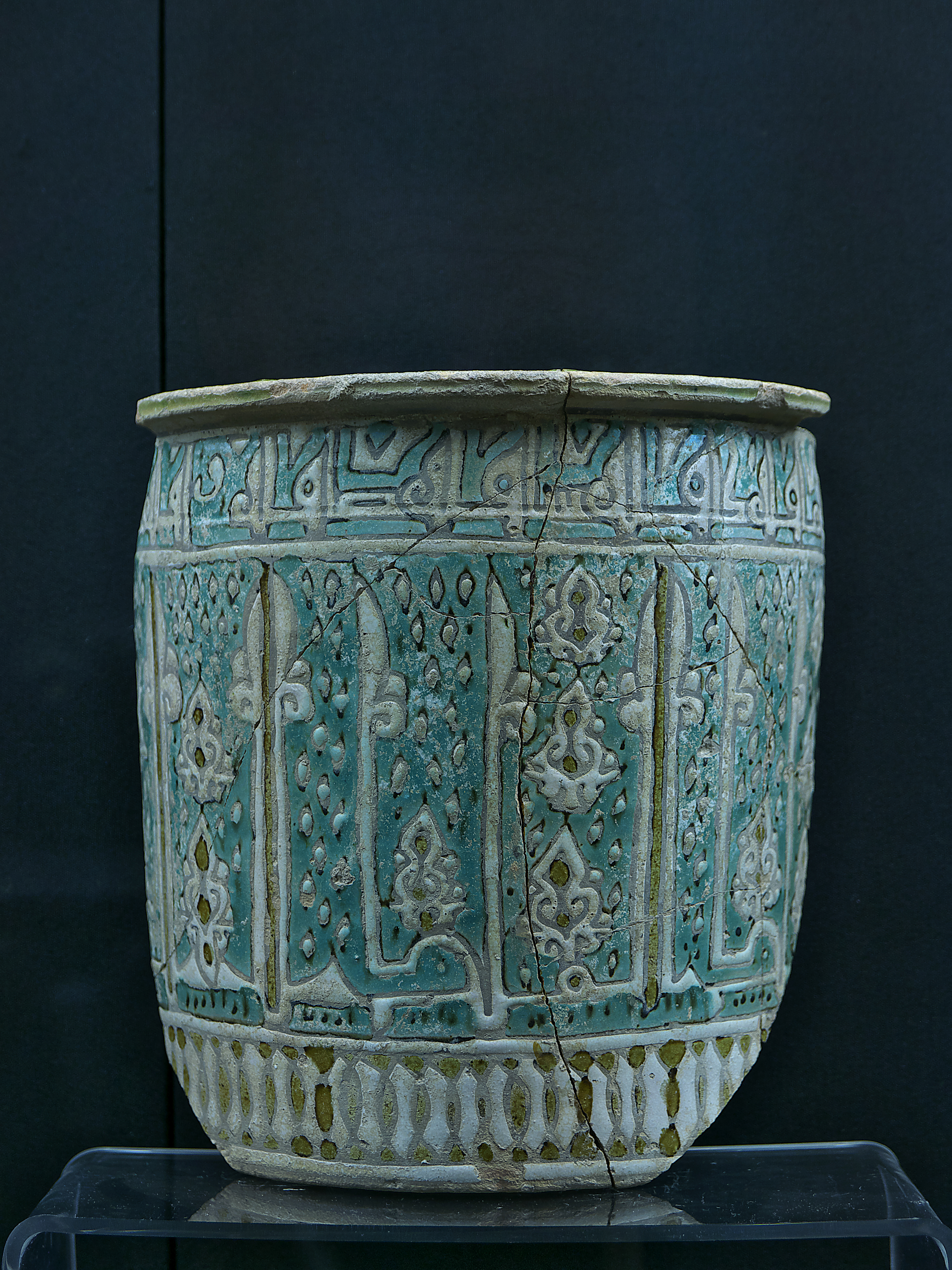
Bacina musulmana deCocentaina(segles X-XI).